# Clima seco
El clima seco es un tipo de clima en donde la evaporación supera a la humedad proveniente de la precipitación. De acuerdo con la clasificación climática de Köppen, estos climas se caracterizan por una precipitación real menor que un valor de umbral igual a la evapotranspiración potencial. Esto implica que la precipitación máxima de un clima seco es variable y depende de la temperatura y estacionalidad de las precipitaciones, aunque en general incluye todos aquellos terrenos con precipitaciones máximas entre 500 y 800 mm anuales.
Según el sistema de Köppen, el clima seco es un grupo climático y se representa como clase B. El clima seco se divide en el clima semiárido (BS), cuando las precipitaciones son aproximadamente de entre 600 y 300 mm, formando herbazales y bosques secos; y el clima árido (BW) si son inferiores a esta cifra, formando regiones desérticas o semidesérticas.
El clima seco se desarrolla sobre todo entre los 15 y los 55° de latitud, frecuentemente en el interior de las grandes masas continentales, alejado tanto de la influencia de las masas de aire polar marítimo como de la humedad tropical. Está fuertemente afectado por las oscilaciones de la Cresta subtropical, pero las masas de aire que dominan, a mayores latitudes, son del tipo polar continental, frías y secas. En invierno puede quedar bajo el dominio de un potente anticiclón térmico, origen de masas de aire polar continental, que también actúa en verano. Las lluvias son esporádicas y se deben a la advección de aire polar marítimo ocasional, que puede tener lugar en verano, pero a menores latitudes puede deberse a la oscilación de la zona de convergencia intertropical; en este caso, el verano es la época más lluviosa. Los inviernos pueden ser fríos y rigurosos, y los veranos calurosos. La amplitud térmica anual suele ser muy acusada, y puede serlo también la diaria. En la clasificación Köppen se trata da BW y BS.

## Clave para la determinación de la fórmula climática
En el sistema de Köppen, para determinar que un clima se defina como seco o no, se toma en cuenta tres parámetros: la temperatura, las precipitaciones y la estacionalidad. Los climas secos forman la clase B y los no secos se clasifican en A, C, D e incluso E. El sistema de Köppen utiliza fórmulas para determinar si se trata de un clima seco (B), o si específicamente es un clima árido (BW) o semiárido (BS), como se señala en la siguiente tabla:
| Tipo de clima | Con precipitación invernal s | Con precipitación estival w | Con lluvias escasas todo el año x' |
| Seco B        | P < 2T                       | P < 2(T+14)                 | P < 2(T+7)                         |
| Árido BW      | P < T                        | P < T+14                    | P < T+7                            |
| Semiárido BS  | T < P < 2T                   | T+14 < P < 2(T+14)          | T+7 < P < 2(T+7)                   |

En esta tabla, T equivale a la temperatura media anual en °C y P equivale a la precipitación media anual en centímetros (cm). Köppen usó la letra r (en lugar de P) que viene del alemán (lluvia = Regen).
Adicionalmente un clima seco puede ser:
- h: cálido, si T > 18 °C
- k: frío, si T < 18 °C.
- s: mediterráneo, si el 70 % de las lluvias anuales se presentan durante los seis meses consecutivos más fríos.
- w: de influencia monzónica, si el 70 % de las lluvias anuales se presentan durante los seis meses más cálidos.
- x': si las lluvias son escasas pero constantes durante todo el año.

Haciendo un ensayo práctico, se puede observar por ejemplo que la ciudad de Murcia (España) presenta una temperatura media anual de 18,6 °C (T=18.6), precipitaciones anuales de unos 300 mm (P=30) y verano seco; por lo que se puede aplicar la fórmula T < P < 2T, es decir, 18,6 < 30 < 37,2, y por lo tanto esta ciudad calificaría como clima semiárido (BS), poco cálido (BSh) y específicamente como mediterráneo seco (BShs).

## Subtipos
En el uso extendido de la Clasificación climática de Köppen, suele definirse los siguientes subtipos del clima seco:
- De acuerdo con el grado de aridez
  - Clima árido o desértico (BW)
  - Clima semiárido (BS)
- De acuerdo con la temperatura
  - Clima seco cálido (BWh y BSh)
  - Clima seco templado y frío (BWk y BSk)

Por otro lado, si se toma en cuenta más parámetros térmicos y de estacionalidad en las precipitaciones, puede haber más subtipos climáticos como los siguientes:
| Climas secos (clase B)     | Climas secos (clase B)     | Climas secos (clase B)            | Climas secos (clase B)             | Climas secos (clase B)       |
| -------------------------- | -------------------------- | --------------------------------- | ---------------------------------- | ---------------------------- |
|                            |                            | Dinámica de las precipitaciones   |                                    |                              |
| Dinámica de la temperatura | Dinámica de la temperatura | S Semiárido                       | S Semiárido                        | W Árido                      |
| Dinámica de la temperatura | Dinámica de la temperatura | w de invierno seco                | s de verano seco                   | W Árido                      |
| h Cálido                   | Tropical                   | Tropical seco BShw - BShx´ - BShs | Tropical seco BShw - BShx´ - BShs  | Árido tropical BWh           |
| h Cálido                   | Subtropical                | Subtropical seco BShw             | Mediterráneo seco BShs             | Árido subtropical BWh        |
| k Frío                     | Templado                   | Templado semiárido BSkw           | Mediterráneo continentalizado BSks | Árido templado BWk           |
| k Frío                     | Continental                | Estepario continental BSkw - BSks | Estepario continental BSkw - BSks  | Árido continental BWk        |
| k Frío                     | De tundra                  | Tundra seca / Alpino seco EB      | Tundra seca / Alpino seco EB       | Tundra seca / Alpino seco EB |

## Características ambientales de zonas áridas y semiáridas
El principal factor limitante en zonas de clima árido y semiárido es la disponibilidad de agua. La cantidad y disponibilidad estacional del agua son primordiales para la supervivencia a largo plazo, tanto para la supervivencia del hombre como de las plantas y animales. Tradicionalmente, la clasificación de zonas áridas, semiáridas y húmedas se basaba solo en la precipitación anual media. En la actualidad, esta clasificación se realiza sobre la base de la relación entre la precipitación y la evaporación. Las zonas áridas y semiáridas se caracterizan por tener una relación de la precipitación media anual y de la evapotranspiración potencial inferior a 0,65.
Se presenta una gran descompensación entre la cantidad de agua que potencialmente puede evapotranspirar a la atmósfera y la cantidad de agua realmente disponible en estas zonas gracias a la lluvia que reciben. Estas regiones presentan una demanda de evaporación atmosférica elevada que depende principalmente de la radiación solar, la presión de vapor del aire y la velocidad del viento; por lo tanto, en la mayoría de los casos, la evapotranspiración está limitada por la disponibilidad efectiva de agua en el suelo frente a la demanda atmosférica. Por otro lado, el régimen de precipitaciones se caracteriza por una alta irregularidad tanto espacial como temporal, agravando aun más la problemática, en ocasiones, con tormentas de alta intensidad que descargan la mayor parte de la lluvia anual en un breve periodo de tiempo.
Hay también otras características ambientales propias de este tipo de zonas, como son:
- altos niveles de radiación solar incidente.
- variaciones amplias de temperatura durante el día y la noche.
- fuertes vientos.
- Altas sequías durante verano
- altas tasas de arrastre de sedimentos.
- importantes pérdidas de agua por infiltración en canales aluviales.

Así, los pequeños cursos de agua naturales, además de ser intermitentes, se activan cuando hay precipitaciones y luego se secan totalmente.
Las diferencias fundamentales entre el comportamiento hidrológico de zonas áridas y húmedas hace que el análisis del comportamiento de la poca agua existente en aquellas requiera procedimientos específicos. Estas diferencias incluyen el espesor de la zona no saturada, que puede llegar a ser de varios cientos de metros en regiones áridas frente a los pocos metros de espesor comúnmente encontrados en zonas húmedas.
Los flujos de agua y los contenidos en agua de la zona no saturada también tienen un mayor rango de variación en los ambientes áridos y semiáridos. El mayor espesor de la zona no saturada y los menores flujos de agua comunes de zonas áridas dan lugar a procesos en una escala de tiempo mucho mayor. Por todo ello, los resultados de zonas húmedas no son directamente aplicables a regiones más áridas.
Además, los flujos de agua tienen una magnitud que se acerca mucho al error inherente en la medida, lo que dificulta la resolución de aspectos básicos, tales como la dirección y la velocidad del flujo de agua en la zona no saturada. Aunque, en la actualidad, se ha conseguido una mejora significativa en la medida de la mayor parte de los componentes del balance de agua y energía en el suelo, existen componentes de estos balances que intrínsecamente presentan errores de medida importantes (del orden del 5 % para la precipitación y del 10 % para la evaporación). Por otro lado, la elevada variabilidad espacial requiere información detallada a pequeña escala que no siempre es extrapolable y con una resolución temporal muy variable, donde los mayores flujos tienen lugar como consecuencia de la respuesta a los escasos eventos de precipitación.
La mayor parte del flujo no saturado en regiones áridas se centra bajo depresiones topográficas, siendo el flujo difuso muy limitado. El mayor espesor de la zona no saturada, junto a la lentitud de los flujos de agua en ésta, tienen como resultado la conservación de las variaciones paleoclimáticas en el flujo de agua y sugieren una posible falta de equilibrio entre la zona no saturada profunda y el clima actual. Si bien es cierto que, en algunos casos, existe una conexión a través del flujo preferencial que fundamentalmente es producida en la zona radicular.

## El agua en la zona no saturada
El contenido en agua del suelo desempeña un papel importante, como ya se ha indicado, y, más aún, cuando la disponibilidad de agua es escasa. Algunos estudios señalan la importancia, incluso en las precipitaciones locales. Algunos autores sugieren que las sequías a gran escala durante periodos prolongados pueden estar originadas por mecanismos de retroalimentación entre el contenido en agua del suelo y la precipitación. En general, estos fenómenos son no lineales, y estas interrelaciones dependen, además, de la escala espacial considerada, aumentando la intensidad de las mismas con el aumento de escala. Por ejemplo, para el caso de una superficie de suelo a una escala espacial pequeña (<104 m), la evapotranspiración desde la superficie del suelo a la atmósfera no modifica significativamente el contenido en agua "precipitable" en la atmósfera. Por tanto, la precipitación es una constante en procesos hidrológicos a pequeña escala. Por el contrario, a escalas mayores (>104 m) el contenido en agua de la atmósfera sí que está afectado por la evapotranspiración, por lo que no puede considerarse como una constante. Por lo tanto, inferir el comportamiento hídrico a gran escala a partir del conocimiento de los fenómenos a pequeña escala es bastante complicado.
Además, la heterogeneidad del suelo en estas zonas, así como la de la atmósfera, complican aun más el estudio de estos sistemas a gran escala. También es importante destacar que los suelos de regiones áridas y semiáridas muestran poca correlación con la hidrología, incrementando la variación espacial en la distribución del agua dentro de un espacio, incluso, de cuencas o zonas donde la topografía podría indicar una mayor correlación. La transferencia de agua de unas zonas a otras, dentro del suelo, suele ser bastante lenta, pues ocurre fundamentalmente por medio de flujo no saturado y solo en ocasiones por flujos superficiales.
En la actualidad existe un buen número de dispositivos para determinar el contenido en agua del suelo basados en técnicas muy diferentes. De forma general, estas técnicas pueden agruparse en cinco grupos:
- gravimétricas,
- tensiométricas,
- atenuación de neutrones,
- disipación de calor.
- técnicas dieléctricas.

La medición directa del contenido en agua del suelo se realiza mediante pesada y secado de un volumen de suelo conocido, pero este tipo de determinaciones, además de laboriosa, es destructiva y, por tanto, no adecuada en muchos casos. Al ser la única medida directa, aunque no exenta de errores, es la metodología de referencia y base para la calibración del resto de técnicas.
Otras técnicas se basan en medidas indirectas de propiedades del suelo que varían a su vez con el contenido en agua. Ahora, algunas de estas nuevas técnicas están siendo ampliamente utilizadas en regiones áridas y semiáridas, alcanzando un nivel de automatización elevado, lo que permite disponer de información detallada imprescindible para entender el comportamiento del agua en este tipo de zonas.
A gran escala también existe la posibilidad de determinar el contenido en agua por medio de teledetección, con sensores aerotransportados o desde satélites. La radiación emitida y reflejada por la superficie terrestre está directamente relacionada con el contenido en agua de la capa más superficial del suelo y de ahí la posibilidad de obtener estimaciones globales a escalas del orden de km². Los suelos de las regiones áridas y semiáridas, debido a su gran extensión ya mencionada, tienen cada vez mayor representatividad en la información disponible desde satélite, lo que aumenta aun más la necesidad de conocimiento sobre este tipo de suelos.
Actualmente hay iniciativas desarrollando sensores basados en teledetección por medio de microondas pasivas para la determinación remota del contenido en agua del suelo (SMOS, HYDROS). Este tipo de técnicas también se basan en las variaciones de las propiedades dieléctricas de la superficie del suelo con su contenido en agua. En este caso, las limitaciones son: la escasa profundidad de suelo muestreada, lo que dificulta la estimación de flujos de agua a pequeña escala. Aunque la variabilidad espacial impide la determinación de flujos de agua en sistemas heterogéneos, las variaciones temporales del contenido en agua sí que pueden utilizarse para evaluar el movimiento del agua en la zona no saturada.
Una vez más, las incertidumbres asociadas a la calibración de los instrumentos pueden estar muy cercanas a la magnitud de los flujos. La combinación de esta información remota en superficie junto con modelos capaces de describir las interacciones entre la atmósfera y el suelo, deben proporcionar un conocimiento del comportamiento global del agua en estos ecosistemas.